# NASCAR-Craftsman-Truck-Series-Saison 1997

Das Logo der NASCAR Craftsman Truck Series.

Die NASCAR-Craftsman-Truck-Series-Saison 1997 begann am 19. Januar 1997 mit der Ford Chevy Trucks Challenge auf dem Walt Disney World Speedway und endete am 9. November 1997 mit dem Carquest Auto Parts 420K auf dem Las Vegas Motor Speedway. Jack Sprague gewann die Fahrer-Meisterschaft und Ron Hornaday junior wurde zum Most Popular Driver (Beliebtester Fahrer) gewählt. Kenny Irwin jr. gewann den Rookie of the Year Award.

## Rennen

### Kurzübersicht
| Datum         | Rennstrecke                              | Rennen                               | Pole-Position       | Sieger              |
| ------------- | ---------------------------------------- | ------------------------------------ | ------------------- | ------------------- |
| 19. Januar    | Walt Disney World Speedway               | Chevy Trucks Challenge               | Jack Sprague        | Joe Ruttman         |
| 1. März       | Tucson Raceway Park                      | NAPA 200                             | Michael Dokken      | Ron Hornaday junior |
| 16. März      | Miami-Dade Homestead Motorsports Complex | Florida Dodge Dealers 400K           | Joe Ruttman         | Kenny Irwin jr.     |
| 20. April     | Phoenix International Raceway            | Desert Star Classic                  | Jack Sprague        | Jack Sprague        |
| 3. Mai        | Portland Speedway                        | Craftsman 200                        | Rich Bickle         | Rich Bickle         |
| 10. Mai       | Evergreen Speedway                       | NAPACARD 200                         | Rich Bickle         | Rich Bickle         |
| 24. Mai       | I-70 Speedway                            | Western Auto/Parts America 200       | Rich Bickle         | Tony Raines         |
| 31. Mai       | New Hampshire International Speedway     | Pennzoil Discount Center 200         | Jack Sprague        | Jay Sauter          |
| 6. Juni       | Texas Motor Speedway                     | Pronto Auto Parts 400K               | Mike Bliss          | Kenny Irwin jr.     |
| 21. Juni      | Bristol Motor Speedway                   | Loadhandler 200                      | Ron Hornaday junior | Ron Hornaday junior |
| 29. Juni      | Nazareth Speedway                        | NAPA Autocare 200                    | Mike Bliss          | Jack Sprague        |
| 5. Juli       | Milwaukee Mile                           | Sears DieHard 200                    | Jack Sprague        | Ron Hornaday junior |
| 12. Juli      | Louisville Motor Speedway                | Link-Belt Construction Equipment 225 | Jimmy Hensley       | Ron Hornaday junior |
| 19. Juli      | Colorado National Speedway               | Colorado 250 By Snap-On Tools        | Ron Hornaday junior | Ron Hornaday junior |
| 27. Juli      | Heartland Park Topeka                    | Lund Look 275K                       | Joe Ruttman         | Joe Ruttman         |
| 31. Juli      | Indianapolis Raceway Park                | Cummins 200                          | Jimmy Hensley       | Ron Hornaday junior |
| 9. August     | Flemington Speedway                      | Stevens Beil/Genuine Parts 200       | Terry Cook          | Ron Hornaday junior |
| 16. August    | Nashville Speedway USA                   | Federated Auto Parts 250             | Mike Bliss          | Jack Sprague        |
| 24. August    | Parts America 150                        | Watkins Glen International Raceway   | Ron Fellows         | Ron Fellows         |
| 4. September  | Richmond International Raceway           | Virginia Is For Lovers 200           | Ron Hornaday junior | Bob Keselowski      |
| 27. September | Martinsville Speedway                    | Hanes 250                            | Rich Bickle         | Rich Bickle         |
| 5. Oktober    | Sears Point Raceway                      | Kragen/Exide 151                     | Dave Rezendes       | Joe Ruttman         |
| 12. Oktober   | Mesa Marin Raceway                       | Dodge California Truckstop 300       | Mike Bliss          | Randy Tolsma        |
| 18. Oktober   | California Speedway                      | The No Fear Challenge                | Mike Bliss          | Mike Bliss          |
| 1. November   | Phoenix International Raceway            | GM Goodwrench/Delco 300              | Mike Bliss          | Joe Ruttman         |
| 3. November   | Las Vegas Motor Speedway                 | Carquest Auto Parts 420K             | Jack Sprague        | Joe Ruttman         |

### Chevy Trucks Challenge
Das Saisoneröffnungsrennen, die Chevy Trucks Challenge, fand am 19. Januar 1997 auf dem Walt Disney World Speedway statt.
Top-10-Platzierungen:
1. Joe Ruttman
2. Butch Miller
3. Rich Bickle
4. Jay Sauter
5. Rick Carelli
6. Jimmy Hensley
7. Kenny Irwin jr.
8. Ron Barfield
9. Curtis Markham
10. Stacy Compton

Fahrer, die sich nicht qualifizieren konnten: Terry Cook (#88), Rob Rizzo (#27), Tony Raines (#19), Bob Schacht (#73), Greg Marlowe (#9), Randy Renfrow (#41), Chad Dokken (#64), T. J. Clark (#23), Perry Tripp (#51), Randy Tolsma (#61), Jon Leavy (#54), Mark Kinser (#92), Bob Brevak (#34), Andy Genzman (#25), Darin Brassfield (#56), Andy Belmont (#26), Jeff Spraker (#39), David Smith (#57), Billy Ogle (#01), Thomas Spangler (#54), Shane Doles (#59), Jimmy Davis (#69), Felix Giles (#08)

### NAPA 200
Das zweite Rennen der Saison, das NAPA 200, fand am 1. März 1997 im Tucson Raceway Park statt.
Top-10-Platzierungen:
1. Ron Hornaday junior
2. Rich Bickle
3. Jay Sauter
4. Butch Miller
5. Mike Bliss
6. Rob Rizzo
7. Jack Sprague
8. Jimmy Hensley
9. Chuck Bown
10. Dave Rezendes

### Florida Dodge Dealers 400K
Das dritte Rennen der Saison, das Florida Dodge Dealers 400K, fand am 16. März 1997 im Miami-Dade Homestead Motorsports Complex statt. In Runde 144 hatte John Nemechek einen schweren Unfall. Er verstarb fünf Tage nach dem Rennen an seinen Verletzungen.
Top-10-Platzierungen:
1. Kenny Irwin jr.
2. Mike Bliss
3. Chuck Bown
4. Mike Skinner
5. Jack Sprague
6. Ron Hornaday junior
7. Dave Rezendes
8. Rick Carelli
9. Butch Miller
10. Lance Norick

Fahrer, die sich nicht qualifizieren konnten: Frank Kimmel (#00), Jim Bown (#55), Terry Cook (#88), T. J. Clark (#23), Toby Porter (#10), Bob Schacht (#73), Blaise Alexander (#62), Randy Tolsma (#61), Jon Leavy (#54), Bobby Dotter (#68), Bob Brevak (#31), Ronnie Newman (#68), Jerry Glanville (#81), Michael Cohen (#45)

### Desert Start Classic
Das vierte Rennen der Saison, das Desert Star Classic, fand am 20. April 1997 auf dem Phoenix International Raceway statt.
Top-10-Platzierungen:
1. Jack Sprague
2. Joe Ruttman
3. Mike Bliss
4. Ron Hornaday junior
5. Rich Bickle
6. Bob Keselowski
7. Dave Rezendes
8. Chuck Bown
9. Toby Porter
10. Rick Carelli

### Craftsman 200
Das fünfte Rennen der Saison, das Craftsman 200, fand am 3. Mai 1997 auf dem Portland International Raceway statt.
Top-10-Platzierungen:
1. Rich Bickle
2. Ron Hornaday junior
3. Butch Miller
4. Jack Sprague
5. Bob Keselowski
6. Mike Bliss
7. Tony Raines
8. Rick Crawford
9. Tobey Butler
10. Jay Sauter

### NAPACARD 200
Das sechste Rennen der Saison, das NAPACARD 200, fand am 10. Mai 1997 auf dem Evergreen Speedway statt.
Top-10-Platzierungen:
1. Rich Bickle
2. Jack Sprague
3. Michael Dokken
4. Joe Ruttman
5. Kenny Irwin jr.
6. Bob Keselowski
7. Mike Bliss
8. Stacy Compton
9. Ron Hornaday junior
10. Butch Miller

### Western Auto/Parts America 200
Das siebte Rennen der Saison, das Western Auto/Parts America 200, fand am 24. Mai 1997 auf dem I-70 Speedway statt.
Top-10-Platzierungen:
1. Tony Raines
2. Jimmy Hensley
3. Chuck Bown
4. Rich Bickle
5. Butch Miller
6. Joe Ruttman
7. Rick Carelli
8. Mike Bliss
9. Tony Roper
10. Jack Sprague

### Pennzoil Discount Center 200
Das achte Rennen der Saison, das Pennzoil Discount Center 200, fand am 24. Mai 1997 auf dem New Hampshire International Speedway statt.
Top-10-Platzierungen:
1. Jay Sauter
2. Jack Sprague
3. Rick Carelli
4. Boris Said
5. Kenny Irwin jr.
6. Rick Crawford
7. Dave Rezendes
8. Bryan Reffner
9. Joe Ruttman
10. Chuck Bown

### Pronto Auto Parts 400K
Das neunte Rennen der Saison, das Pronto Auto Parts 400K, fand am 6. Juni 1997 auf dem Texas Motor Speedway statt.
Top-10-Platzierungen:
1. Kenny Irwin jr.
2. Boris Said
3. Rick Crawford
4. Chuck Bown
5. Mike Bliss
6. Bob Keselowski
7. Dave Rezendes
8. Randy Tolsma
9. Joe Ruttman
10. Ken Bouchard

### Loadhandler 200
Das zehnte Rennen der Saison, das Loadhandler 200, fand am 21. Juni 1997 auf dem Bristol Motor Speedway statt.
Top-10-Platzierungen:
1. Ron Hornaday junior
2. Rich Bickle
3. Jay Sauter
4. Rick Carelli
5. Joe Ruttman
6. Rick Crawford
7. Jack Sprague
8. Jimmy Hensley
9. Bryan Reffner

### NAPA Autocare 200
Das elfte Rennen der Saison, das NAPA Autocare 200, fand am 29. Juni 1997 auf dem Nazareth Speedway statt.
Top-10-Platzierungen:
1. Jack Sprague
2. Joe Ruttman
3. Mike Bliss
4. Rich Bickle
5. Michael Dokken
6. Rick Carelli
7. Chuck Bown
8. David Green
9. Jay Sauter
10. Tony Raines

### Sears DieHard 200
Das zwölfte Rennen der Saison, das Sears DieHard 200, fand am 5. Juli 1997 auf der Milwaukee Mile statt.
Top-10-Platzierungen:
1. Ron Hornaday junior
2. Jay Sauter
3. Rich Bickle
4. Jack Sprague
5. Rick Carelli
6. Mike Wallace
7. Tony Raines
8. Jimmy Hensley
9. Joe Ruttman
10. Chuck Bown

### Link-Belt Construction Equipment 225
Das 13. Rennen der Saison, das Link-Belt Construction Equipment 225, fand am 12. Juli 1997 auf dem Louisville Motor Speedway statt.
Top-10-Platzierungen:
1. Ron Hornaday junior
2. Joe Ruttman
3. Jimmy Hensley
4. Tony Raines
5. Rich Bickle
6. Stacy Compton
7. Scot Walters
8. Jack Sprague
9. Boris Said
10. Mike Wallace

### Colorado 250 By Snap-On Tools
Das 14. Rennen der Saison, das Colorado 250 By Snap-On Tools, fand am 19. Juli 1997 auf dem Colorado National Speedway statt.
Top-10-Platzierungen:
1. Ron Hornaday junior
2. Mike Bliss
3. Stacy Compton
4. Jay Sauter
5. Rich Bickle
6. Rick Crawford
7. Rick Carelli
8. Jimmy Hensley
9. Tony Raines
10. Butch Miller

### Lund Look 275K
Das 15. Rennen der Saison, das Lund Look 275K, fand am 27. Juli 1997 im Heartland Park Topeka statt.
Top-10-Platzierungen:
1. Joe Ruttman
2. Jack Sprague
3. Ron Hornaday junior
4. Dorsey Schroeder
5. Mike Skinner
6. Bobby Hamilton
7. Jimmy Hensley
8. Rick Crawford
9. Rick Carelli
10. Tony Raines

### Cummins 200
Das 16. Rennen der Saison, das Cummins 200, fand am 31. Juli 1997 im Indianapolis Raceway Park statt.
Top-10-Platzierungen:
1. Ron Hornaday junior
2. Jack Sprague
3. Jimmy Hensley
4. Joe Ruttman
5. Mike McLaughlin
6. Randy Tolsma
7. Kenny Irwin jr.
8. Rick Carelli
9. Dave Rezendes
10. Rich Bickle

### Stevens Beil/Genuine Parts 200
Das 17. Rennen der Saison, das Stevens Beil/Genuine Parts 200, fand am 9. August 1997 auf dem Flemington Speedway statt.
Top-10-Platzierungen:
1. Ron Hornaday junior
2. Joe Ruttman
3. Rich Bickle
4. Jack Sprague
5. Rick Carelli
6. Jay Sauter
7. Mike Wallace
8. Butch Miller
9. Tony Roper
10. Mike Bliss

### Federated Auto Parts 250
Das 18. Rennen der Saison, das Federated Auto Parts 250, fand am 16. August 1997 auf dem Nashville Speedway USA statt.
Top-10-Platzierungen:
1. Jack Sprague
2. Ron Hornaday junior
3. Butch Miller
4. Dave Rezendes
5. Stacy Compton
6. Rich Bickle
7. Chuck Bown
8. Rick Crawford
9. Mike Bliss
10. Rick Carelli

### Parts America 150
Das 19. Rennen der Saison, das Parts America 150, fand am 24. August 1997 auf dem Watkins Glen International Raceway statt.
Top-10-Platzierungen:
1. Ron Fellows
2. Mike Bliss
3. Jack Sprague
4. Joe Ruttman
5. Ron Hornaday junior
6. Jimmy Hensley
7. Ted Christopher
8. Rick Johnson
9. Blaise Alexander
10. Rick Carelli

### Virginia Is For Lovers 200
Das 20. Rennen der Saison, das Virginia Is For Lovers 200, fand am 4. September 1997 auf dem Richmond International Raceway statt.
Top-10-Platzierungen:
1. Bob Keselowski
2. Jack Sprague
3. Jay Sauter
4. Rich Bickle
5. Kenny Irwin jr.
6. Ken Schrader
7. Mike Bliss
8. Chuck Bown
9. Randy Tolsma
10. Butch Miller

### Hanes 250
Das 21. Rennen der Saison, das Hanes 250, fand am 27. September 1997 auf dem Martinsville Speedway statt.
Top-10-Platzierungen:
1. Rich Bickle
2. Ernie Irvan
3. Mike Bliss
4. Jimmy Hensley
5. Bobby Hamilton
6. Butch Miller
7. Jay Sauter
8. Kenny Irwin jr.
9. Stacy Compton
10. Jack Sprague

### Kragen/Exide 151
Das 22. Rennen der Saison, das Kragen/Exide 151, fand am 5. Oktober 1997 auf dem Sears Point Raceway statt.
Top-10-Platzierungen:
1. Joe Ruttman
2. Tom Hubert
3. Jay Sauter
4. Rick Johnson
5. Jack Sprague
6. Jimmy Hensley
7. Rick Carelli
8. Doug George
9. Joe Bean
10. Stacy Compton

### Dodge California Truckstop 300
Das 23. Rennen der Saison, das Dodge California Truckstop 300, fand am 12. Oktober 1997 auf dem Mesa Marin Raceway statt.
Top-10-Platzierungen:
1. Randy Tolsma
2. Stacy Compton
3. Mike Bliss
4. Jay Sauter
5. Rich Bickle
6. Rick Crawford
7. Mike Wallace
8. Kevin Harvick
9. Jimmy Hensley
10. Jack Sprague

### The No Fear Challenge
Das 24. Rennen der Saison, das The No Fear Challenge, fand am 18. Oktober 1997 auf dem California Speedway statt.
Top-10-Platzierungen:
1. Mike Bliss
2. Mike Wallace
3. Kenny Irwin jr.
4. Ernie Irvan
5. Randy Tolsma
6. Jack Sprague
7. Michael Waltrip
8. Bob Keselowski
9. Ron Hornaday junior
10. Rick Crawford

### GM Goodwrench/Delco 300
Das 25. Rennen der Saison, das GM Goodwrench/Delco 300, fand am 1. November 1997 auf dem Phoenix International Raceway statt.
Top-10-Platzierungen:
1. Joe Ruttman
2. Chuck Bown
3. Jack Sprague
4. Kenny Irwin jr.
5. Rick Carelli
6. Mike Wallace
7. Jay Sauter
8. Butch Miller
9. Ron Hornaday junior
10. Mike Bliss

### Carquest Auto Parts 420K
Das 26. und letzte Rennen der Saison, das Carquest Auto Parts 420K, fand am 9. November 1997 auf dem Las Vegas Motor Speedway statt.
Top-10-Platzierungen:
1. Joe Ruttman
2. Jack Sprague
3. Ron Hornaday junior
4. Jay Sauter
5. Mike Bliss
6. Rick Carelli
7. Mike Wallace
8. Kevin Harvick
9. Chuck Bown
10. Rick Crawford

## Fahrergesamtwertung am Saisonende (Top 50)
1. Jack Sprague – 3969
2. Rich Bickle – 3737
3. Joe Ruttman – 3736
4. Mike Bliss – 3611
5. Ron Hornaday junior – 3574
6. Jay Sauter – 3467
7. Rick Carelli – 3461
8. Jimmy Hensley – 3385
9. Chuck Bown – 3320
10. Kenny Irwin jr. – 3220
11. Butch Miller – 3186
12. Rick Crawford – 3149
13. Stacy Compton – 3057
14. Bob Keselowski – 2915
15. Tony Raines – 2773
16. Boris Said – 2657
17. Dave Rezendes – 2613
18. Tony Roper – 2604
19. Bryan Reffner – 2433
20. Tammy Jo Kirk – 2174
21. Doug George – 2057
22. Randy Tolsma – 1802
23. Mike Wallace – 1788
24. Terry Cook – 1651
25. Lance Norick – 1620
26. Kevin Harvick – 1355
27. Tobey Butler – 1355
28. Michael Dokken – 1331
29. Rob Rizzo – 1306
30. Brian Cunningham – 1265
31. Dan Press – 1189
32. Lonnie Rush jr. – 1087
33. Bill Sedgwick – 928
34. Kenny Allen – 911
35. Kelly Denton – 764
36. Barry Bodine – 688
37. Bobby Dotter – 677
38. Curtis Markham – 651
39. Ron Barfield – 618
40. Mike Cope – 613
41. Ron Fellows – 559
42. Eric Norris – 553
43. Tom Hubert – 543
44. Toby Porter – 451
45. Andy Houston – 441
46. Billy Pauch – 441
47. Mike Skinner – 437
48. Rick Johnson – 414
49. Wayne Grubb – 410
50. Brad Teague – 409